# تایپیت هیدرولیک

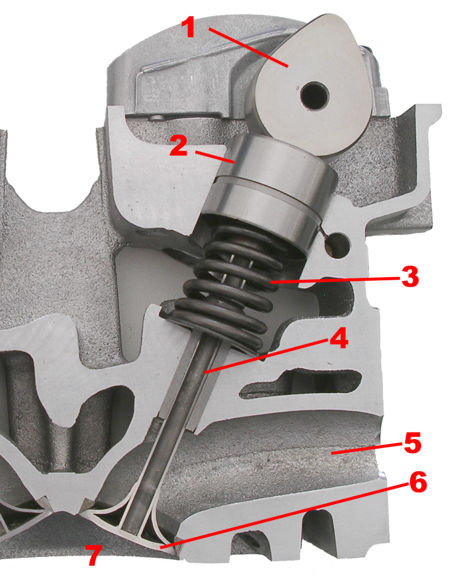
1. میل بادامک
2. استکانی و شیار روی آن که روغن تحت فشار را به هیدرولیک سوپاپ می‌رساند
3. فنر سوپاپ
4. ساق سوپاپ
5. راه ورودی هوا یا خروجی گازهای اگزوز
6. سر سوپاپ (قسمت قارچی شکل)
7. محفظه احتراق

تایپیت هیدرولیک یا هیدرولیک سوپاپ یا انگشتی هیدرولیک، قطعه‌ای است که برای پر کردن خلاصی بین میل‌سوپاپ و سوپاپ در موتورهای احتراق داخلی کاربرد دارد. انگشتی‌های معمولی سوپاپ نیاز به تنظیم دوره‌ای دارند تا فاصلهٔ کمی بین سوپاپ و انگشتی یا پیرو بادامک ایجاد کنند. این فاصلهٔ کم از چسبیدن قطعات به یکدیگر در اثر انبساط ایجاد شده توسط حرارت موتور جلوگیری می‌کند؛ اما قبل از رسیدن به دمای مطلوب موتور این فاصله می‌تواند منجر به کارکرد پر سر و صدا و افزایش استهلاک قطعاتی شود که به یکدیگر برخورد می‌کنند. تایپیت هیدرولیک برای جبران این خلاصی کوچک طراحی شده است و به سیستم سوپاپ اجازه می‌دهد تا بدون خلاصی کار کند –که منجر به کارکرد کم‌صداتر، عمر طولانی‌تر موتور و رفع نیاز به تنظیم دوره‌ای خلاصی سوپاپ می‌شود.
هیدرولیک سوپاپ، که بین میل بادامک و هر یک از سوپاپ‌ها قرار گرفته، یک سیلندر فولادی است که یک پیستون درون آن قرار داده شده است. حرکت این پیستون از بیرون توسط یک فنر قوی محدود شده است. قسمت بیضی شکل میل بادامک به آرامی به هیدرولیک سوپاپ نیرو وارد می‌کند و هیدرولیک سوپاپ، این نیروی حرکتی را به دو روش به سوپاپ منتقل می‌کند:
1. از طریق یک میل تایپیت که سوپاپ را توسط مکانیزم انگشتی به حرکت درمی‌آورد. یا
2. در مورد میل‌سوپاپ بالاسری، با تماس مستقیم با انتهای سوپاپ یا توسط انگشتی.

روغن تحت فشار ثابت از طریق یک کانال روغن به یک سوراخ کوچک در بدنه استکانی به تایپیت هیدرولیک می‌رسد. هنگامی که سوپاپ موتور بسته است (تایپیت در حال کار نیست)، تایپیت آزاد است تا با روغن پر شود. بادامکِ میل سوپاپ همزمان با آغاز مرحله بازکردن سوپاپ، پیستون داخل تایپیت را فشرده می‌کند و دریچه ورودی روغن را می‌بندد. روغن تقریباً غیرقابل فشرده‌شدن است، بنابراین فشار بیشتر به تایپیت در مرحله بازکردن سوپاپ آن را محکم‌تر می‌کند.
وقتی که بادامکِ میل سوپاپ از نقطه اوج خود عبور می‌کند، فشار روی پیستونِ تایپیت کاهش می‌یابد، و فنر داخلی پیستون را به حالت خنثی بازمی‌گرداند تا تایپیت هیدرولیک دوباره بتواند با روغن پر شود. این بازه کوتاه حرکت پبستون درون تایپیت برای حذف تنظیم دائمی لقی کافی است.
تایپیت‌های هیدرولیک استفاده شده باید قبل از مونتاژ از روغن تخلیه شوند چرا که احتمال اینکه موقع استارت سوپاپ به موقع بسته نشود وجود دارد و احتمال برخورد سوپاپ به پیستون وجود دارد. این کار به راحتی با فشردن آنها درون گیره انجام می‌شود. فشار روغن به محض شروع کارکرد موتور به سرعت افرایش می‌یابد و تایپیت‌ها خود را در ارتفاع مناسب تنظیم می‌کنند.

## تاریخچه
تایپیت هیدرولیک نخستین بار توسط شرکت کادیلاک و در موتور وی۱۶ (مدل ۴۵۲) استفاده‌شد که برای اولین بار در سال ۱۹۳۰ عرضه شد. تایپیت‌های هیدرولیک در اتومبیل‌های طراحی شده در دهه ۱۹۸۰ تقریباً مرسوم بودند، اما برخی از اتومبیل‌های جدیدتر به استکانی‌های شیم‌دار بازگشتند. اگرچه مدل شیم دار به اندازه تایپیت هیدرولیک از کارکرد بی سر وصدا و از عدم نیاز به نگهداری برخوردار نیستند، اما ارزانتر هستند و به ندرت به تنظیم نیاز دارند؛ زیرا استهلاک ناشی از کارکرد در یک سطح بزرگ پخش می‌شود. تقریباً تمام تایپیت‌های غیرهیدرولیک، در حال حاضر، در موتورهای میل‌سوپاپ بالاسری استفاده می‌شوند.

## موارد استفاده
تایپیت هیدرولیک به صورت گسترده در پیشرانه خودروها استفاده می‌شوند، اما در پیشرانه موتورسیکلت‌ها کمتر یافت می‌شوند. موتورسیکلت‌های ساخت هارلی دیویدسون و بوئل به‌طور سنتی از تایپیت هیدرولیک استفاده می‌کنند. موتورسیکلت‌های مدرن اغلب در دورهای بسیار بالا کار می‌کنند، در صورتی که تایپیت‌های هیدرولیک به‌طور قابل توجهی از استکانی تایپیت معمولی سنگین‌تر هستند، این باعث افزایش وزن در حال حرکت مجموعه سوپاپ شده که حداکثر دور موتور را محدود می‌کند. به علاوه تایپیت‌های هیدرولیک فضای بیشتری نسبت به تایپیت‌های معمولی اشغال می‌کنند که در سرسیلندر نسبتاً کوچک موتورسیکلت‌ها این فضا وجود ندارد.

## مزایا
از آنجا که کل فرایند توسط فشار هیدرولیک در موقع شروع کارکرد موتور فعال می‌شود، دیگر نیازی به سرویس یا تنظیم نیست. یکی دیگر از مزایای آن کارکرد ارزانتر است، زیرا دیگر نیازی به سرویس و هزینه‌های مربوط به نگهداری از تنظیم سوپاپ نیست. معمولاً تایپیت‌های هیدرولیک در تمام طول عمر موتور بدون نیاز به تعمیر کار می‌کنند.

## معایب
تعدادی از مشکلات بالقوه در مورد تایپت‌های هیدرولیکی وجود دارد. به دلیل تخلیه روغن از تایپیت‌ها در مواقعی که خودرو خاموش است، غالباً سیستم سوپاپ در ابتدای کار موتور سر و صدای زیادی دارد. این ایراد مهمی به حساب نمی‌آید؛ به شرط آنکه سر و صداها ظرف چند دقیقه از بین بروند، معمولاً فقط یک یا دو ثانیه طول می‌کشد. این صدای تَق تَق اگر از بین نرود نشان دهنده مسدود شدن کانال روغن است یا اینکه یک یا چند تایپیت هیدرولیک به دلیل فرسودگی از بین رفته‌اند و دیگر سوپاپ را به‌طور کامل باز نمی‌کنند. در وضعیت دوم تایپیت مشکل دار باید تعویض شود.
تایپیت هیدرولیکی به طراحی سرسیلندر پیچیده‌تر و گرانتری احتیاج دارد. تعدادی از تولیدکنندگان خودروهای کوچک، شیم سوپاپ را به دلیل پایین آمدن طراحی و هزینه تولید، به تایپیت‌های هیدرولیکی ترجیح می‌دهند.
به‌طور کلی، تایپیت‌های هیدرولیکی نسبت به کیفیت روغن موتور و تغییرات فرکانس روغن حساس‌تر هستند، زیرا لجن‌های کربنی و ذرات ریز دیگر ممکن است به آسانی تایپیت را قفل کرده یا کانال‌های روغن را مسدود کنند، این باعث می‌شود تایپیت کار تنظیم را به درستی انجام ندهد. اگر تنظیم به درستی انجام نشود، تأثیر منفی به‌خصوص در میل لنگ موتور و سوپاپ‌های موتور به دلیل استهلاک بیش از حد می‌گذارد. می‌توان با استفاده از نوع روغن موتور توصیه شده توسط سازندهٔ خودرو، و تعویض به موقع روغن از وقوع این مشکل جلوگیری کرد.
این یک افسانه است که در موقعیت خاص، یک هیدرولیک سوپاپ می‌تواند «افزایش طول داشته باشد» و باعث خلاصی منفی سوپاپ شود. پمپ روغن موتور نمی‌تواند فشار کافی برای «افزایش طول» را فراهم کند. مشکل ناشی از فنرهای ضعیف سوپاپ است که ممکن است در سرعت زیاد موتور خاصیت فنری خود را موقتاً از دست بدهند. بعضی افراد تلاش می‌کنند این را خلاصی اضافه بدانند. با ثابت نگه داشتن این سرعت، هیدرولیک سوپاپ تا زمانی که سوپاپ در حالت بسته نگه داشته شود، افزایش طول می‌یابد. از این رو هنگام تعمیر اطمینان حاصل کردن از اینکه فنرهای سوپاپ از استحکام صحیح برخوردار هستند برای جلوگیری از آسیب موتور بسیار مهم است.
هیدرولیک سوپاپ همچنین می‌تواند در دور موتور بالا خاصیت فنری داشته و باعث بازشدن سوپاپ در اثر عکس‌العمل در مقابل نیروی فنر سوپاپ باشد که در مواقع تقویت موتور نامطلوب است. به همین دلیل است که تیونرهای موتور، شیم را به تایپیت هیدرولیک ترجیح می‌دهند. و اولین بار توسط شرکت کادیلاک راه اندازی شد